# Blue Moon Rendering Tools
Blue Moon Rendering Tools (kurz BMRT) war ein RenderMan-kompatibler, fotorealistischer Renderer und der Vorläufer für Nvidias Gelato-Renderer. Seine Benutzung war für nicht-kommerzielle Zwecke kostenlos. BMRT war zum Erlernen des RenderMan-Interface beliebt. Er hatte auch einige Merkmale, die Pixars PhotoRealistic RenderMan (PRMan) zu dieser Zeit nicht hatte, z. B. Raytracing. Auch Pixar verwendete BMRT, um dessen Raytracingfunktionalität in RenderMan einzubinden (ab PRMan 3.8). Über DSOs (Dynamic Shared Objects) ist es möglich, eigene Funktionen in einem RenderMan-kompatiblen Renderer zu implementieren. Somit wurde in PRMan ein eigens programmierter trace()-Funktionsaufruf implementiert, der letzten Endes dazu diente, BMRT von PRMan aus aufzurufen, um dessen Raytracingfunktion zu nutzen. Man spricht dann im Fall von BMRT von einem Ray-Server (ab BMRT Release 2.3.6 wurde dies möglich). Der Vorteil war, dass BMRT von PRMan nur aufgerufen wurde, wenn es in der 3D-Szene, die berechnet werden sollte, es etwas zu raytracen gab. Die von PRMan vorberechneten Daten wurden an BMRT durchgereicht und nach Abschluss des Raytracingprozesses wieder an PRMan zurückgeschickt. Laut Exluna wurde es zum Rendern von Filmen wie Das große Krabbeln, Stuart Little, The Cell, Hollow Man und Woman on Top eingesetzt.
BMRT wurde ursprünglich von Larry Gritz entwickelt, als er an der Cornell-Universität arbeitete. Er entwickelte es während der frühen 1990er Jahre, veröffentlichte es 1994, und wurde anschließend von Pixar angeworben, um an ihrem Produkt PhotoRealistic RenderMan zu arbeiten.
Die letzte Version des Renderers unter dem Namen BMRT war Ausgabe 2.6, herausgegeben im November 2000. Die erste Version von Entropy, dem Nachfolger von BMRT, war Ausgabe 3.0, herausgegeben im Juli 2001.
Im Jahr 2000 verließ Gritz die Firma Pixar, um sein eigenes Unternehmen mit dem Namen Exluna zu gründen, deren Hauptprodukt Entropy war, ein RenderMan-kompatibler Renderer basierend auf BMRT mit zusätzlichen Merkmalen und Optimierungen. Die Firma Nvidia übernahm Exluna Anfang 2002 und ihr Produkt Entropy. In der Mitte der Übernahmephase durch Nvidia verklagte Pixar Larry Gritz und seine Firma Exluna wegen angeblicher Patent-, Stillschweigeabkommen- und Urheberrechtsverletzungen, die von Exluna durchgehend verneint wurden. Die Klage wurde letztendlich beigelegt und endete in der Einstellung der Entwicklung von BMRT und Entropy seitens Exluna. Gritz und seine Mitarbeiter wurden von Nvidia übernommen, um dort den kombinierten Hard- und Software-Render Gelato zu entwickeln.